# Молодечненский 170-й пехотный полк
170-й пехотный Молодечненский полк — пехотная воинская часть Русской императорской армии.

## Формирование полка
Полк сформирован в Вильне 19 декабря 1877 г. из Виленского местного батальона и запасно-отпускных, в составе 4 батальонов, под названием Виленского местного полка. 19 января 1878 г. из 3-го батальона Виленского местного полка был сформирован 61-й резервный пехотный батальон, названный 23 апреля 1878 г. 1-м батальоном 21-го резервного полка. 10 октября 1878 г. при переформировании резервных войск, батальон был переименован в 18-й резервный пехотный кадровый батальон. 18 марта 1880 г. батальону пожаловано простое знамя. 25 марта 1891 г. батальону присвоено наименование Молодечненского резервного батальона. 1 декабря 1892 г. батальон был переформирован в 2-батальонный полк и назван 183-м пехотным резервным Молодечненским полком; 1 января 1898 г. сформированы еще 2 батальона, и полк назван 170-м пехотным Молодечненским полком.
Полковой праздник — 26 ноября.

## Командиры полка
- 20.12.1905 — 09.07.1908 — полковник Чагин, Владимир Александрович
- 09.07.1908 — 09.11.1913 — полковник Болотов, Иван Михайлович
- 09.11.1913 — 13.04.1916 — полковник Кондратьев, Иван Егорович
- 13.04.1916 — 07.02.1917 — полковник (затем генерал-майор) Лигнау, Александр Георгиевич